# Ágnes Keleti
Ágnes Keleti (n. 9 ianuarie 1921, Budapesta, Regatul Ungariei – d. 2 ianuarie 2025, Budapesta, Ungaria) a fost o gimnastă maghiară, laureată cu zece medalii olimpice, dintre care cinci de aur. Este cea mai de succes gimnastă maghiară din toate timpurile.

## Carieră
S-a apucat de gimnastică la vârsta de patru ani. A fost înclus în lotul național când a avut 16 ani. Fiind evreu, tatăl ei a fost ucis în lagărul de concentrare de la Auschwitz. Ea și mama ei au supraviețuit cu ajutorul organizației suedeze lui Raoul Wallenberg.
După cel de-al Doilea Război Mondial sportiva a participat la Jocurile Olimpice de vară din 1952. La Helsinki a obținut o medalie de aur, la sol, una de argint și două de bronz. La Campionatul Mondial de la Roma din 1954 a câștigat trei medalii, dintre care una de aur la paralele inegale. La Jocurile Olimpice de vară din 1956 a cucerit patru medalii de aur și două de argint.
Apoi ea a rămas în Australia și în 1957 a emigrat în Israel unde a devenit antrenoarea lotului național. În anul 2015 s-a întors în Ungaria.
A fost inclusă în „International Jewish Sports Hall of Fame” în 1981 și în „International Gymnastics Hall of Fame” în 2002. În anul 2004 a primit titlul de „sportivul națiunii” al Ungariei și în 2017 a fost onorată cu Premiul de stat al Israelului.
A murit pe data de 2 ianuarie 2025 din cauza unei pneumonii, fiind până la acea dată cea mai în vârstă campioană olimpică din lume.

## Palmares
| An   | Competiție          | Locație              | Loc | Eveniment                 |
| ---- | ------------------- | -------------------- | --- | ------------------------- |
| 1952 | Jocurile Olimpice   | Helsinki, Finlanda   | 6   | compus                    |
| 1952 | Jocurile Olimpice   | Helsinki, Finlanda   | 2   | echipe                    |
| 1952 | Jocurile Olimpice   | Helsinki, Finlanda   | 3   | echipe, obiecte portative |
| 1952 | Jocurile Olimpice   | Helsinki, Finlanda   | 1   | sol                       |
| 1952 | Jocurile Olimpice   | Helsinki, Finlanda   | 41  | sărituri                  |
| 1952 | Jocurile Olimpice   | Helsinki, Finlanda   | 3   | paralele inegale          |
| 1952 | Jocurile Olimpice   | Helsinki, Finlanda   | 4   | bârnă                     |
| 1954 | Campionatul Mondial | Roma, Italia         | 80  | compus                    |
| 1954 | Campionatul Mondial | Roma, Italia         | 2   | echipe                    |
| 1954 | Campionatul Mondial | Roma, Italia         | 4   | sol                       |
| 1954 | Campionatul Mondial | Roma, Italia         | 1   | paralele inegale          |
| 1954 | Campionatul Mondial | Roma, Italia         | 3   | bârnă                     |
| 1956 | Jocurile Olimpice   | Melbourne, Australia | 2   | compus                    |
| 1956 | Jocurile Olimpice   | Melbourne, Australia | 2   | echipe                    |
| 1956 | Jocurile Olimpice   | Melbourne, Australia | 1   | echipe, obiecte portative |
| 1956 | Jocurile Olimpice   | Melbourne, Australia | 1   | sol                       |
| 1956 | Jocurile Olimpice   | Melbourne, Australia | 23  | sărituri                  |
| 1956 | Jocurile Olimpice   | Melbourne, Australia | 1   | paralele inegale          |
| 1956 | Jocurile Olimpice   | Melbourne, Australia | 1   | bârnă                     |

## Legături externe
Materiale media legate de Ágnes Keleti la Wikimedia Commons
- en Ágnes Keleti la Olympedia.org
- en  Ágnes Keleti la Federația Internațională de Gimnastică
- en  Ágnes Keleti[nefuncțională – arhivă]
 la International Jewish Sports Hall of Fame
- en  Ágnes Keleti la International Gymnastics Hall of Fame